# Iambrix
Iambrix is een geslacht van vlinders van de familie dikkopjes (Hesperiidae).

## Soorten
- I. distanti Shepard, 1937
- I. latifascia Elwes & Edwards, 1897
- I. obliquans (Mabille, 1893)
- I. salsala (Moore, 1865)
- I. stellifer (Butler, 1877)
- I. unicolor (Distant, 1886)